# 三木秀夫
三木 秀夫（みき ひでお、1955年 - ）は、日本の弁護士（登録番号：18830）。大阪弁護士会所属。大阪プライム法律事務所所長。

## 来歴・人
大阪府大阪市出身。大阪府立豊中高等学校、大阪大学法学部卒業。司法修習36期。大阪プライム法律事務所（旧三木秀夫法律事務所）代表。元大阪弁護士会会長、元日本弁護士連合会副会長、元近畿弁護士会連合会常務理事、元大阪大学非常勤講師。専門は民事・商事。企業への法務対応を中心にしつつ、NPOや公益法人などの市民活動の基盤整備分野でも活躍している。現在の公益的な活動としては、（特活）関西国際交流団体協議会理事長、 (特活)介護保険市民オンブズマン機構大阪代表理事、（特活）大阪NPOセンター副代表理事、ワン・ワールド・フェスティバル実行委員会委員長など。2023年4月から大阪弁護士会会長、日本弁護士連合会副会長を務めた。
2002年1月に、角川書店（現・角川ホールディングス）が、雑誌・新聞についての商標として「NPO」「ボランティア」を出願し、特許庁で翌年4月に登録された問題で、全国のNPOやボランティアセンター等を代理して商標異議申立をし、登録取消を得た。
食品関連で、船場吉兆の食品偽装問題の際に同社の社内調査委員として調査に参画、2007年12月10日に開かれた同社の謝罪会見（いわゆる「ささやき女将会見」）に女将と並んで同席したり、2013年に発生した阪急阪神ホテルズでのメニュー虚偽表示問題では、調査のための第三者委員会委員となった。2014年に発生したSTAP細胞の論文問題では、小保方晴子の代理人を務め、同人の2014年4月9日の記者会見に同席した。この問題で日本放送協会（NHK）が2014年7月27日に放映したNHKスペシャル『調査報告 STAP細胞 不正の深層』に対し放送倫理・番組向上機構(BPO)の放送人権委員会に対して小保方氏の代理人として人権侵害の申立を行い、BPOは2017年2月10日、同番組について「名誉毀損の人権侵害が認められる」「放送倫理上の問題があった」とする勧告を出した。2017年、森のくまさんの訳詞者である馬場祥弘氏が、パーマ大佐が歌詞に無断で歌詞を付け加えたとして著作者人格権を主張して差し止めを求めた際に、馬場氏の代理人を務めた。

## 著書
- 共著 『NPO法人の設立と運営Q&A：法律・登記手続・労務・会計・税務』 清文社、 2009年。　ISBN 4433343293。
- 公益不認定に対する法的対応―改正行政不服審査法の活用について―：公益・一般法人2018年８月合併号
- 日本相撲協会暴行事件から考える公益法人としての内部統制：公益・一般法人2018年１月15日号
- 出光騒動に見る公益法人が株式を保有することの問題点：公益・一般法人2017年10月１日号
- 三木弁護士が教える!! 抗議の方法とメディア対策：公益・一般法人2017 年３月15日号